# Germa
Germa este un sit arheologic din Libia, fostă capitală a Garamantes.